# Ghigo De Chiara
Gaetano De Chiara, detto Ghigo (Tripoli, 19 dicembre 1921 – Roma, 31 gennaio 1995), è stato un drammaturgo, critico letterario e sceneggiatore italiano.

## Biografia
È stato presidente dell'Istituto del Dramma Italiano. Critico teatrale dell'Avanti! fin dal 1950.
Curò la sceneggiatura di molti film, tra cui Che notte quella notte!, Son tornate a fiorire le rose, Tanto va la gatta al lardo... , Per amore di Cesarina, Perdutamente tuo... mi firmo Macaluso Carmelo fu Giuseppe, Ride bene... chi ride ultimo e La marcia su Roma.
Tra le sue opere teatrali si ricordano Antonello capobrigante, Itaca, Itaca, Eleonora, ultima notte a Pittsburg, Il mostro, La manfrina, Cronache dell'Italietta, Morto un papa e Petroliniana.
Fu anche autore del testo, insieme a Maurizio Costanzo, di Se telefonando, brano evergreen del 1966, portato al successo da Mina su musica di Ennio Morricone.

## Filmografia

### Regista e sceneggiatore
- Che notte quella notte! (1977)

### Sceneggiatura
- I briganti italiani, regia di Mario Camerini, (1961)
- Gradiva, regia di Giorgio Albertazzi (1970)
- La signora è stata violentata!, regia di Vittorio Sindoni  (1973)
- Tanto va la gatta al lardo..., regia di Vittorio Sindoni (1978)

### Sceneggiatura e soggetto
- La marcia su Roma, regia di Dino Risi (1962)
- Amore mio non farmi male, regia di Vittorio Sindoni (1974)
- Son tornate a fiorire le rose, regia di Vittorio Sindoni (1975)
- Perdutamente tuo... mi firmo Macaluso Carmelo fu Giuseppe, regia di Vittorio Sindoni (1976)
- Per amore di Cesarina, regia di Vittorio Sindoni (1976)
- Ride bene... chi ride ultimo, film a episodi (1977)
- Belli e brutti ridono tutti, regia di Domenico Paolella (1979)

### Soggetto
- Il vecchio testamento, regia di Gianfranco Parolini (1963)

## Canzoni scritte da Ghigo De Chiara
- 1964 - Stornello dell'estate per Luisa e Gabriella (musica di Ennio Morricone)
- 1964 - È tutta robba mia per Luisa e Gabriella (musica di Ennio Morricone)
- 1964 - Scirocco per Renato Rascel (musica di Ennio Morricone)
- 1966 - Se telefonando per Mina (testo di Maurizio Costanzo e Ghigo De Chiara - musica di Ennio Morricone)
- 1969 - Beat Boat per Alida Chelli (musica di Bruno Nicolai)
- 1969 - È grande 'sta città per Alida Chelli (musica di Ennio Morricone)